# Bia alienata
Bia alienata é uma espécie de angiosperma da família Euphorbiaceae. É nativa do Brasil, Bolívia, Paraguai e norte da Argentina.